# Lijst van voetbalinterlands Libanon - Soedan
Deze lijst van voetbalinterlands is een overzicht van alle officiële voetbalwedstrijden tussen de nationale teams van Libanon en Soedan. De landen hebben tot op heden vier keer tegen elkaar gespeeld. De eerste ontmoeting vond plaats op 19 oktober 1998 tijdens een vriendschappelijk toernooi in Abu Dhabi (Verenigde Arabische Emiraten). Het laatste duel, een groepswedstrijd tijdens de FIFA Arab Cup 2021, werd gespeeld in Ar Rayyan (Qatar) op 7 december 2021.

## Wedstrijden
| № | Plaats    | Datum            | Competitie                         | Wedstrijd        | Uitslag |
| - | --------- | ---------------- | ---------------------------------- | ---------------- | ------- |
| 1 | Abu Dhabi | 19 oktober 1998  | Vriendschappelijk                  | Libanon − Soedan | 1 − 1   |
| 2 | Beiroet   | 27 december 2006 | Arab Nations Cup 2009 kwalificatie | Libanon − Soedan | 0 − 0   |
| 3 | Djedda    | 27 juni 2012     | Arab Nations Cup 2012              | Libanon − Soedan | 0 − 2   |
| 4 | Ar Rayyan | 7 december 2021  | FIFA Arab Cup 2021                 | Libanon − Soedan | 1 − 0   |

## Samenvatting
| Competitie                    | Totaal gespeeld | Winst Libanon | Gelijk | Winst Soedan | Doelsaldo Libanon – Soedan |
| ----------------------------- | --------------- | ------------- | ------ | ------------ | -------------------------- |
| FIFA Arab Cup                 | 1               | 1             | 0      | 0            | 1 − 0                      |
| Arab Nations Cup              | 1               | 0             | 0      | 1            | 0 − 2                      |
| Arab Nations Cup-kwalificatie | 1               | 0             | 1      | 0            | 0 − 0                      |
| Vriendschappelijk             | 1               | 0             | 1      | 0            | 1 − 1                      |
| Totaal                        | 4               | 1             | 2      | 1            | 2 − 3                      |

FLFA · 
A-internationals · 
Libanees vrouwenelftal
1940 – 1949 · 
1950 – 1959 · 
1960 – 1969 · 
1970 – 1979 · 
1980 – 1989 · 
1990 – 1999 · 
2000 – 2009 · 
2010 – 2019 ·
2020 − 2029
Afghanistan ·
Algerije ·
Armenië ·
Australië ·
Bahrein ·
Bangladesh ·
Bhutan ·
Bulgarije ·
Cambodja ·
China ·
Cyprus ·
Djibouti ·
Ecuador ·
Egypte ·
Equatoriaal-Guinea ·
Estland ·
Filipijnen ·
Gabon ·
Georgië ·
Hongarije ·
Hongkong ·
India ·
Irak ·
Iran ·
Jemen ·
Jordanië ·
Kazachstan ·
Kirgizië ·
Koeweit ·
Laos ·
Libië ·
Malediven ·
Maleisië ·
Malta ·
Marokko ·
Mauritanië ·
Mongolië ·
Montenegro ·
Myanmar ·
Namibië ·
Nieuw-Zeeland ·
Noord-Korea ·
Noord-Macedonië ·
Oeganda ·
Oezbekistan ·
Oman ·
Oost-Timor ·
Pakistan ·
Palestina ·
Qatar ·
San Marino ·
Saoedi-Arabië ·
Singapore ·
Slowakije ·
Soedan ·
Somalië ·
Sri Lanka ·
Syrië ·
Tadzjikistan ·
Thailand ·
Tsjechië ·
Tunesië ·
Turkije ·
Turkmenistan ·
Vanuatu ·
Verenigde Arabische Emiraten ·
Vietnam ·
Zuid-Korea
SFA ·
Bondscoaches ·
Topscorers ·
Soedanees vrouwenelftal
1956 · 
1957 · 
1958 · 
1959 · 
1960 · 
1961 · 
1962 · 
1963 · 
1964 · 
1965 · 
1966 · 
1967 · 
1968 · 
1969 · 
1970 · 
1971 · 
1972 · 
1973 · 
1974 · 
1975 · 
1976 · 
1977 · 
1978 · 
1979 · 
1980 · 
1981 · 
1982 · 
1983 · 
1984 · 
1985 · 
1986 · 
1987 · 
1988 · 
1989 · 
1990 · 
1991 · 
1992 · 
1993 · 
1994 · 
1995 · 
1996 · 
1997 · 
1998 · 
1999 · 
2000 · 
2001 · 
2002 · 
2003 · 
2004 · 
2005 · 
2006 · 
2007 · 
2008 · 
2009 · 
2010 · 
2011 · 
2012 · 
2013 · 
2014 ·
2015 ·
2016 ·
2017 ·
2018 ·
2019 ·
2020 ·
2021
Algerije ·
Angola ·
Bahrein ·
Bangladesh ·
Benin ·
Burkina Faso ·
Burundi ·
Centraal-Afrikaanse Republiek ·
China ·
Congo-Brazzaville ·
Congo-Kinshasa ·
Djibouti ·
Egypte ·
Equatoriaal-Guinea ·
Eritrea ·
Ethiopië ·
Gabon ·
Ghana ·
Guinee ·
Guinee-Bissau ·
Irak ·
Ivoorkust ·
Jemen ·
Jordanië ·
Kameroen ·
Kenia ·
Koeweit ·
Lesotho ·
Libanon ·
Liberia ·
Libië ·
Madagaskar ·
Malawi ·
Mali ·
Marokko ·
Mauritanië ·
Mauritius ·
Mozambique ·
Nieuw-Zeeland ·
Niger ·
Nigeria ·
Oeganda ·
Oman ·
Palestina ·
Qatar ·
Rwanda ·
Saoedi-Arabië ·
Sao Tomé en Principe ·
Senegal ·
Seychellen ·
Sierra Leone ·
Somalië ·
Sri Lanka ·
Swaziland ·
Syrië ·
Tanzania ·
Togo ·
Tsjaad ·
Tunesië ·
Verenigde Arabische Emiraten ·
Zambia ·
Zimbabwe ·
Zuid-Afrika ·
Zuid-Korea ·
Zuid-Soedan